# Reginald Beckford
Reginald Beckford (Colón, 9 de mayo de 1903) fue un velocista y empresario panameño.

## Biografía
En 1930, durante los Juegos Centroamericanos de La Habana, Cuba, Beckford se distinguió como el primer panameño en obtener una medalla de oro en un evento deportivo internacional obtuvo la medalla de en los 200 metros y en los 400 metros y la medalla de bronce en 100 metros en los II Juegos Centroamericanos y del Caribe y la medalla de bronce en 100 metros en los III Juegos Centroamericanos y del Caribe.